# المنيا (مدينة)
المِنْيَا، مدينة مصرية تُلقب باسم عروس الصعيد،أكبر قرية القايات تقع في مصر الوسطى بشمال الصعيد على الضفة الغربية لنهر النيل، والمدينة عاصمة محافظة المنيا وعاصمة مركز المنيا إدراياً. بلغ عدد سكانها 301,804 نسمة عام 2024، تبعد عن مدينة القاهرة مسافة 241 كيلومتراً جهة الجنوب، وعن مدينة أسيوط 125 كيلومتراً جهة الشمال.

## التقسيم الإداري

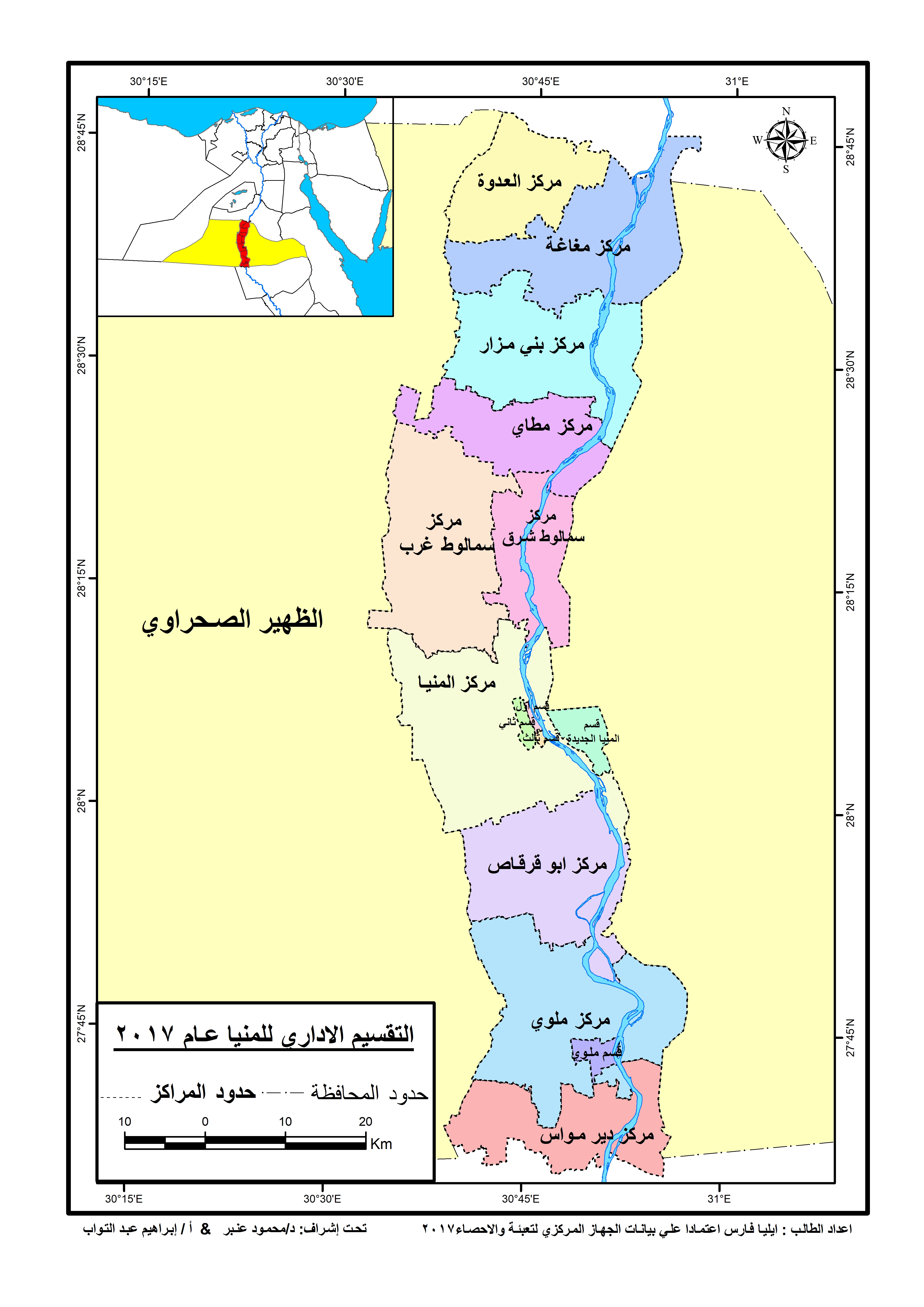
التقسيم الإداري للمنيا

مدينة المنيا هي عاصمة محافظة المنيا وقاعدة المركز الذي يحمل نفس الإسم، وتنقسم المدينة لثلاث أقسام، ويتبعها: أبو فليو، عزبة كامل عوض، عزبة قزمان.
| القسم       | السكان (تقدير 2024) |
| ----------- | ------------------- |
| أول المنيا  | 57787               |
| ثان المنيا  | 133629              |
| ثالث المنيا | 110388              |

## تاريخ

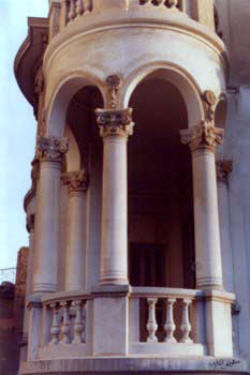
بلكونة تعتبر نموذجًا من عمارة كلاسيكية جديدة بالمنيا

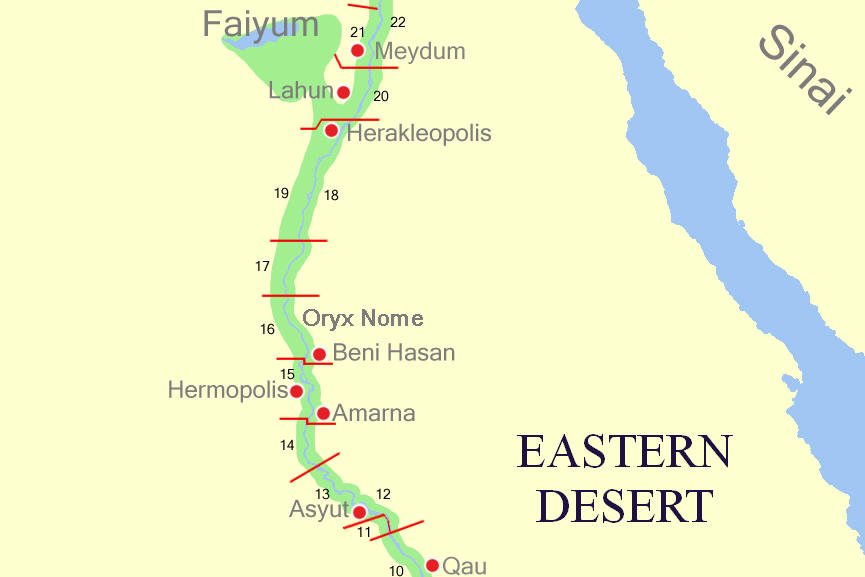

خلال فترة ما قبل التاريخ (قبل 3100 قبل الميلاد)، وهي المنطقة التي تشمل المنيا الحديثة اليوم والأراضي المحيطة بها. وبقيت مستقلة عن الدولة حتى عصر مينا موحد قطرين مصر حوالي 3200 ق.م. في ذلك الوقت من توحيده، كانت مصر مقسمة إلى 42 إقليم. وكانت الإقليم 16 وتسمى أيضا اسم المها، وربما يرجع ذلك إلى انتشار المها، واحدة من أنواع الظباء التي تحول دون المنطقة. ويرجع تسميتها إلى أن كان اسمها في العصر الفرعوني منعت بمعنى (مرضعة خوفو) ثم سميت في العصر الإسلامي باسم منية ابن الخصيب لإنه تمنى أن يحكمها حاكم اشتهر بالعدل يدعى ابن الخصيب ومع الوقت اختصر الناس الاسم ليصبح المنيا.
كانت المنيا عاصمة لمصر عام 1390-1373 ق.م. حيث عاش إخناتون والجميلة نفرتيتي في قرية تل العمارنة بمركز ملوي مقر عبادة الإله آتون الذي يرمز إليه قرص الشمس. اشتهرت محافظة المنيا بموقعها المتوسط بين الوجهين القبلي والبحري، وفي العصر الفرعوني صدرت من المنيا أول دعوة للتوحيد في تاريخ البشرية نادى بها إخناتون. في العصر اليوناني عبد فيها الإله تحوت إله الحكمة والمعرفة، وفي العصر القبطي بُنِيت فيها كنيسة السيدة العذراء مُتزامنة في الوقت مع بناء كنيسة القيامة في القدس، وفي العصر الإسلامي تعطرت أرض البهنسا بالمنيا بدماء الشهداء من الصحابة الأجلّاء وشرفت بآل البيت النبوي الشريف والقادة العظماء أمثال خالد بن الوليد وعمرو بن العاص وبُني بها مسجد الحسن ابن الصالح ابن زين العابدين. وشرفت محافظة المنيا بمصاهرة الرسول الكريم حيث تزوج من السيدة ماريا القبطية. تقع بني حسن على بعد ثلاثة وعشرين كيلومترا جنوب المنيا. وكانت بني حسن جبانة الإقليم السادس عشر لمصر العليا.

## المناخ
| البيانات المناخية لـالمنيا (1991–2020)                | البيانات المناخية لـالمنيا (1991–2020) | البيانات المناخية لـالمنيا (1991–2020) | البيانات المناخية لـالمنيا (1991–2020) | البيانات المناخية لـالمنيا (1991–2020) | البيانات المناخية لـالمنيا (1991–2020) | البيانات المناخية لـالمنيا (1991–2020) | البيانات المناخية لـالمنيا (1991–2020) | البيانات المناخية لـالمنيا (1991–2020) | البيانات المناخية لـالمنيا (1991–2020) | البيانات المناخية لـالمنيا (1991–2020) | البيانات المناخية لـالمنيا (1991–2020) | البيانات المناخية لـالمنيا (1991–2020) | البيانات المناخية لـالمنيا (1991–2020) |
| الشهر                                                 | يناير                                  | فبراير                                 | مارس                                   | أبريل                                  | مايو                                   | يونيو                                  | يوليو                                  | أغسطس                                  | سبتمبر                                 | أكتوبر                                 | نوفمبر                                 | ديسمبر                                 | المعدل السنوي                          |
| ----------------------------------------------------- | -------------------------------------- | -------------------------------------- | -------------------------------------- | -------------------------------------- | -------------------------------------- | -------------------------------------- | -------------------------------------- | -------------------------------------- | -------------------------------------- | -------------------------------------- | -------------------------------------- | -------------------------------------- | -------------------------------------- |
| الدرجة القصوى °م (°ف)                                 | 30.7 (87.3)                            | 33.8 (92.8)                            | 41.4 (106.5)                           | 45.2 (113.4)                           | 48.0 (118.4)                           | 47.5 (117.5)                           | 43.6 (110.5)                           | 44.6 (112.3)                           | 43.4 (110.1)                           | 42.0 (107.6)                           | 37.6 (99.7)                            | 31.0 (87.8)                            | 48.0 (118.4)                           |
| متوسط درجة الحرارة الكبرى °م (°ف)                     | 20.3 (68.5)                            | 22.1 (71.8)                            | 25.6 (78.1)                            | 30.6 (87.1)                            | 34.7 (94.5)                            | 36.8 (98.2)                            | 37.0 (98.6)                            | 36.9 (98.4)                            | 35.4 (95.7)                            | 31.4 (88.5)                            | 26.0 (78.8)                            | 21.4 (70.5)                            | 29.9 (85.7)                            |
| المتوسط اليومي °م (°ف)                                | 12.5 (54.5)                            | 14.1 (57.4)                            | 17.5 (63.5)                            | 22.0 (71.6)                            | 26.6 (79.9)                            | 29.2 (84.6)                            | 29.7 (85.5)                            | 29.6 (85.3)                            | 28.0 (82.4)                            | 24.1 (75.4)                            | 18.4 (65.1)                            | 13.7 (56.7)                            | 22.1 (71.8)                            |
| متوسط درجة الحرارة الصغرى °م (°ف)                     | 5.5 (41.9)                             | 6.6 (43.9)                             | 9.6 (49.3)                             | 13.5 (56.3)                            | 18.1 (64.6)                            | 21.0 (69.8)                            | 22.2 (72.0)                            | 22.4 (72.3)                            | 20.9 (69.6)                            | 17.4 (63.3)                            | 11.8 (53.2)                            | 7.1 (44.8)                             | 14.7 (58.4)                            |
| أدنى درجة حرارة °م (°ف)                               | −3.4 (25.9)                            | −0.3 (31.5)                            | 1.0 (33.8)                             | 4.5 (40.1)                             | 9.0 (48.2)                             | 14.3 (57.7)                            | 16.0 (60.8)                            | 16.2 (61.2)                            | 13.5 (56.3)                            | 10.0 (50.0)                            | 3.0 (37.4)                             | −0.8 (30.6)                            | −3.4 (25.9)                            |
| الهطول مم (إنش)                                       | 0.68 (0.03)                            | 0.75 (0.03)                            | 0.83 (0.03)                            | 0.03 (0.00)                            | 0.14 (0.01)                            | 0 (0)                                  | 0 (0)                                  | 0 (0)                                  | 0 (0)                                  | 0 (0)                                  | 0.21 (0.01)                            | 0.18 (0.01)                            | 2.82 (0.12)                            |
| متوسط أيام هطول الأمطار (≥ 1.0 mm)                    | 0.23                                   | 0.38                                   | 0.27                                   | 0                                      | 0.04                                   | 0                                      | 0                                      | 0                                      | 0                                      | 0                                      | 0.08                                   | 0.08                                   | 1.08                                   |
| متوسط الرطوبة النسبية (%)                             | 63                                     | 56                                     | 52                                     | 43                                     | 37                                     | 40                                     | 46                                     | 51                                     | 53                                     | 55                                     | 61                                     | 67                                     | 52                                     |
| ساعات سطوع الشمس الشهرية                              | 251.5                                  | 253.4                                  | 283.8                                  | 304.2                                  | 339.1                                  | 367.2                                  | 382.0                                  | 363.3                                  | 315.9                                  | 309.4                                  | 260.9                                  | 235.7                                  | 3٬666٫4                                |
| المصدر: NOAA (humidity, dew point, records 1961–1990) |                                        |                                        |                                        |                                        |                                        |                                        |                                        |                                        |                                        |                                        |                                        |                                        |                                        |

## السكان
حسب إحصاء الجهاز المركزي للتعبئة والإحصاء لعام 2017، بلغ عدد سكان مدينة المنيا 244,101 نسمة. يتوزعون 260600 نسمة (27.7%) في مناطق الحضر والمنيا الجديدة و679821 نسمة (72.3%) في الريف. يبلغ عدد الذكور 483130 نسمة، أي يمثلون 51% من إجمالي عدد سكان مدينة المنيا.
وقد ساعد على تمركز السكان داخل تلك المحافظة وجود كل متطلبات الحياة المعيشية وتوفر وسط وبيئة رائعة من أجل اكتساب العلم، إذ أن المنيا بها جامعة تعليمية ضخمة تضم عدد كبير من الكليات المختلفة، كما أن المجالات الوظيفية متنوعة في المينا ما بين العمل في مجال الزراعة والصناعة والسياحة.

## المرافق والمواصلات

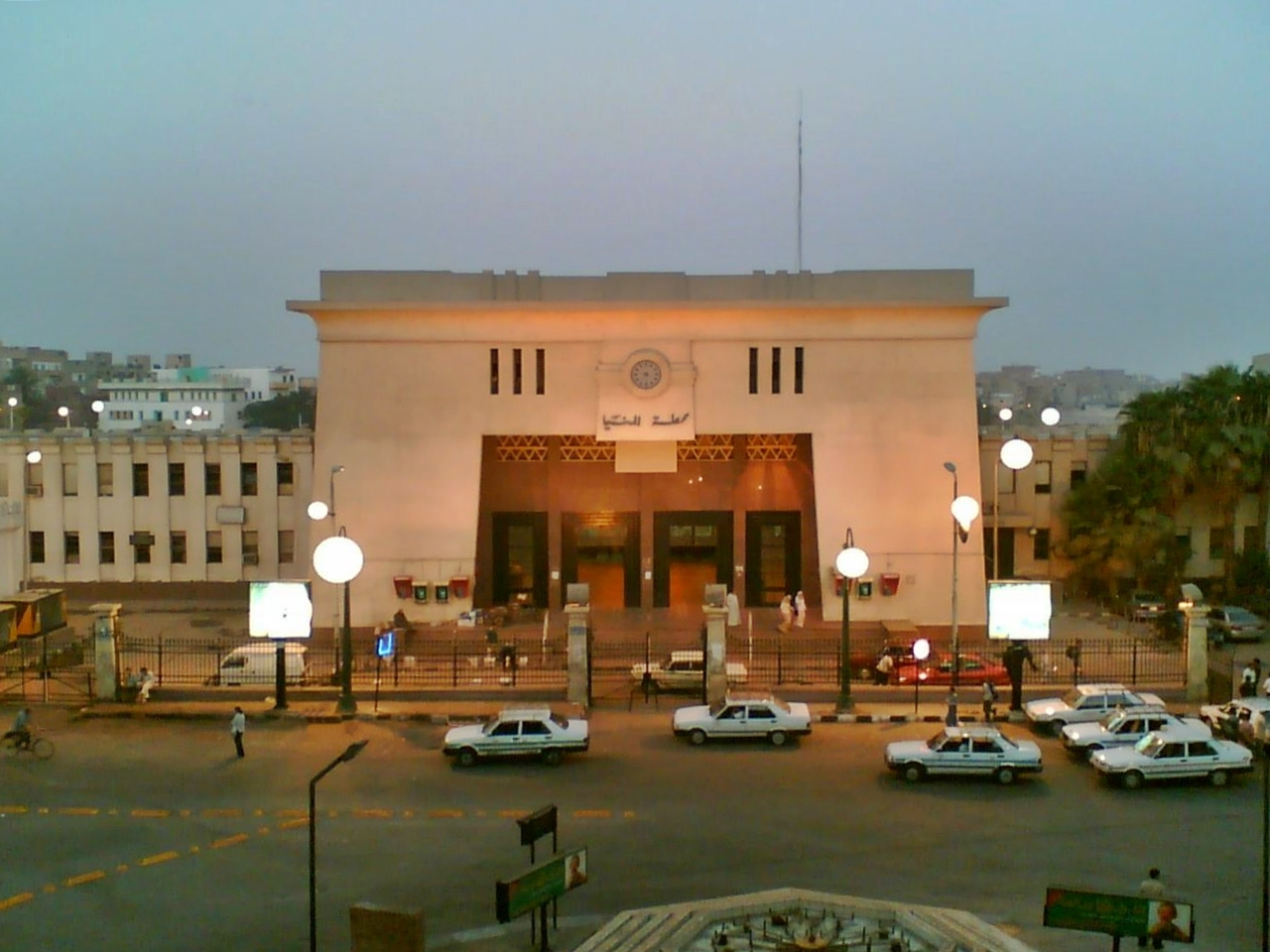
محطة قطار المنيا

تشتمل محافظة المنيا على مجموعة من المرافق الضرورية لسكانها، بما في ذلك المستشفيات والمراكز الصحية والمدارس والجامعات. تعمل الحكومة المحلية باستمرار على تطوير هذه المرافق لتلبية احتياجات السكان.
فيما يتعلق بالمواصلات، تتوفر في المنيا شبكة من الطرق والطرق السريعة تربط المحافظة بالمدن الرئيسية الأخرى في مصر. بالإضافة إلى ذلك، تعتمد وسائل النقل العامة مثل الحافلات والميكروباصات في تسهيل تنقل السكان داخل المحافظة وخارجها.

## الكهرباء
يوجد بمدينة المنيا منطقة كهرباء مصر الوسطى والتابعة للشركة المصرية لنقل الكهرباء حيث المبنى الإداري لرئاسة المنطقة بمنطقة المنيا الصناعية وبها محطات محولات بكل من ماقوسة وغرب المنيا (تلة) والجامعة والمنيا الجديدة والمنيا الصناعية وذلك على الجهود 33 ك ف حتى 132 ك ف وذلك لإمداد شركة كهرباء مصر الوسطى لتوزيع الكهرباء بالطاقة اللازمة لتغذية المدينة على الجهود 11 ك ف حيث مقر إدارة الشركة بالإخصاص.

## الخدمات

### الصحة
تعمل مديرية الصحة والسكان بمحافظة المنيا، والتابعة لوزارة الصحة والسكان المصرية، على رفع مستوى الخدمات الصحية وتيسير حصول المواطنين عليها. ويوجد بمدينة المنيا عدد من الوحدات الصحية التي تقدم الرعاية الصحية الأولية في القرى التابعة لمدينة المنيا، كما يوجد عدد من المراكز الطبية والمستشفيات الخاصة والحكومية التي تقدم خدماتها على مدار الساعة. وأهم المستشفيات الحكومية التي توجد في مدينة المنيا هي: مستشفيات المنيا الجامعية، مستشفى المنيا العام (الأميري)، مستشفى التأمين الصحي، مستشفى الرمد، مستشفى الصدر، مستشفى الحميات، مستشفى الأمراض الجلدية، ومستشفى الطب النفسي.

### التعليم
يعتبر التعليم في المنيا جزءاً لا يتجزأ من رؤية مصر 2030 التي تهدف إلى تحسين جودة التعليم وزيادة معدلات الوصول إلى التعليم العالي. تتوفر في المنيا مجموعة متنوعة من التخصصات الجامعية والمعاهد التقنية، مما يوفر فرصًا واسعة للشباب لتطوير مهاراتهم وتحقيق أحلامهم المهنية.
مع ذلك، تواجه التعليم في المنيا بعض التحديات، مثل نقص الموارد والبنية التحتية غير الكافية في بعض المناطق الريفية، إضافة إلى التحديات الاقتصادية التي تؤثر على قدرة الأسر على توفير التعليم لأبنائها. لذا، يتطلب تحسين التعليم في المنيا جهوداً مستمرة من الحكومة والمجتمع المحلي لتوفير فرص تعليمية عادلة وجودة لجميع الطلاب في المنطقة.

## الاقتصاد
يعتمد اقتصاد مدينة المنيا، بشكل رئيسي على الزراعة والصناعات المرتبطة بها. تعتبر المنيا من أهم المناطق الزراعية في مصر بفضل الأراضي الخصبة المتاخمة لنهر النيل. تشتهر المنيا بإنتاج القطن، القمح، الذرة، وقصب السكر، مما يساهم بشكل كبير في الاقتصاد المحلي ويوفر فرص عمل لسكان المنطقة.
إلى جانب الزراعة، تُشكل الصناعة جزءاً مهماً من اقتصاد المنيا. تضم المدينة العديد من المصانع والشركات في مجالات متنوعة مثل تصنيع السكر، الغزل والنسيج، والصناعات الغذائية. كما يوجد في المنيا مصانع لإنتاج الأسمنت، مما يساهم في تعزيز البنية التحتية الصناعية للمدينة.
السياحة أيضاً تُعد مصدراً اقتصادياً مهماً، حيث تحتوي المنيا على العديد من المواقع الأثرية والتاريخية التي تجذب السياح، مثل مقابر بني حسن، تل العمارنة، ومعبد أتريبس هذه المواقع تساعد في زيادة الإيرادات السياحية وتوفير فرص عمل في قطاع السياحة والخدمات ذات الصلة.

علاوة على ذلك، تُسهم الاستثمارات الحكومية والخاصة في تطوير البنية التحتية للمدينة، مثل تحسين شبكات الطرق، وتطوير مرافق النقل، وتعزيز الخدمات العامة، مما يساعد في دعم التنمية الاقتصادية المستدامة في المنيا.

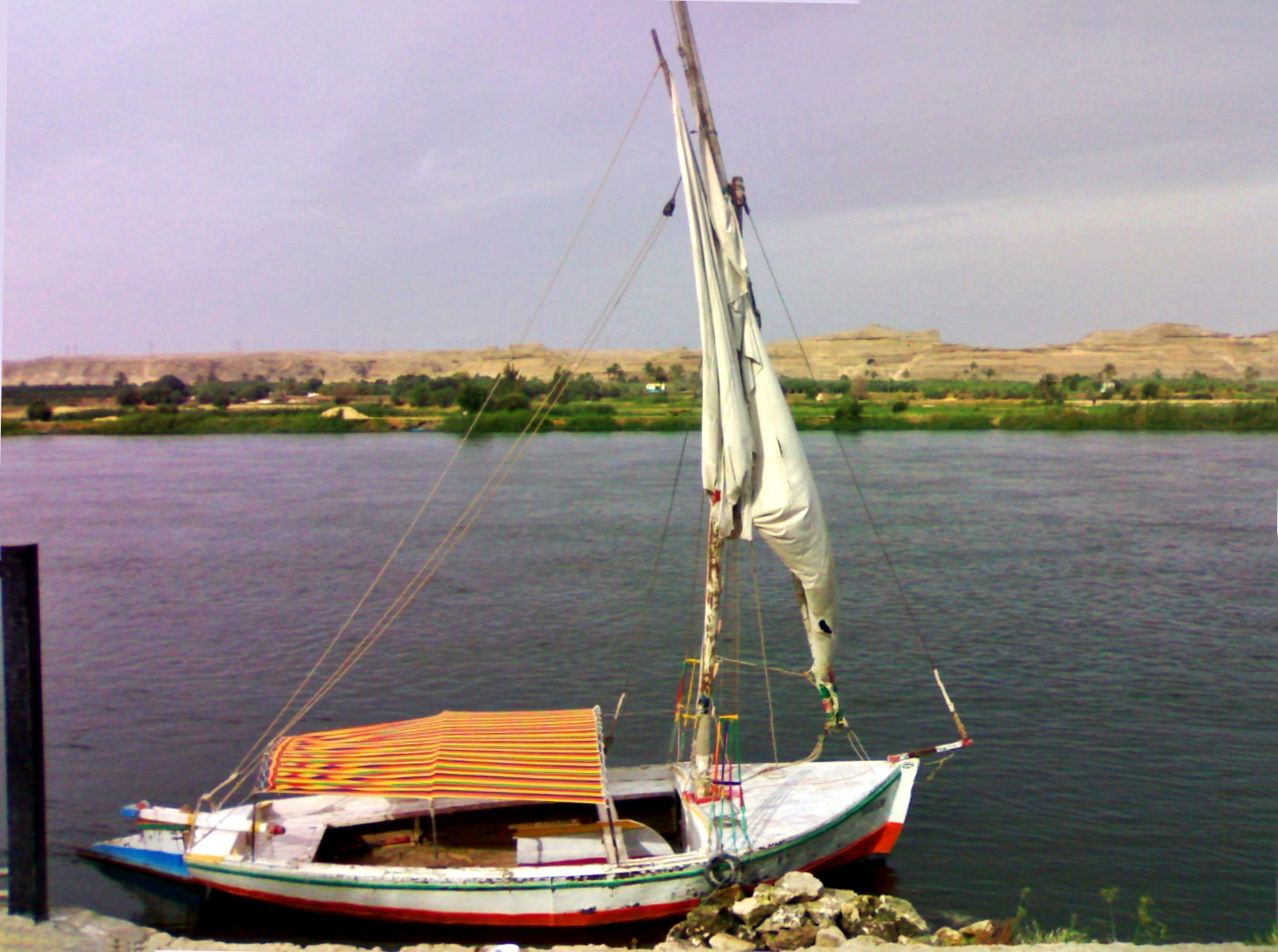
نهر النيل في المنيا.

### الزراعة

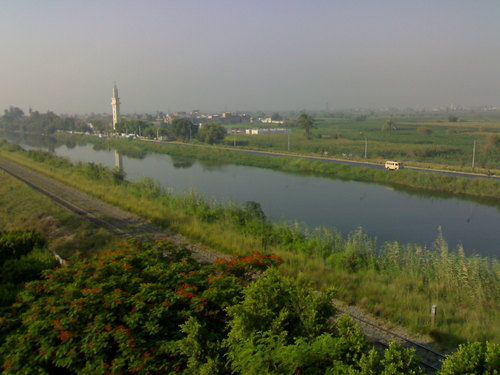
ترعة الإبراهيمية

تعد المنيا من المحافظات الزارعية بالفعل لقصب السكر وبنجر السكر الذي يدخل في التصنيع في مصنع أبو قرقاص للسكر
ومحافظة المنيا هي الأولى في إنتاج محصول القمح والذرة الشامية بين محافظات مصر.

### الصناعة
من أهم المنشئات التي أعلن عنها حديثا:
- مصنع أسمدة آزوتية
- مصنع أسمنت مطاطي
- مصنع مطاط صناعي
- مصانع تجفيف خضروات
- مجزر آلي